# Gouden appels van de Hesperiden

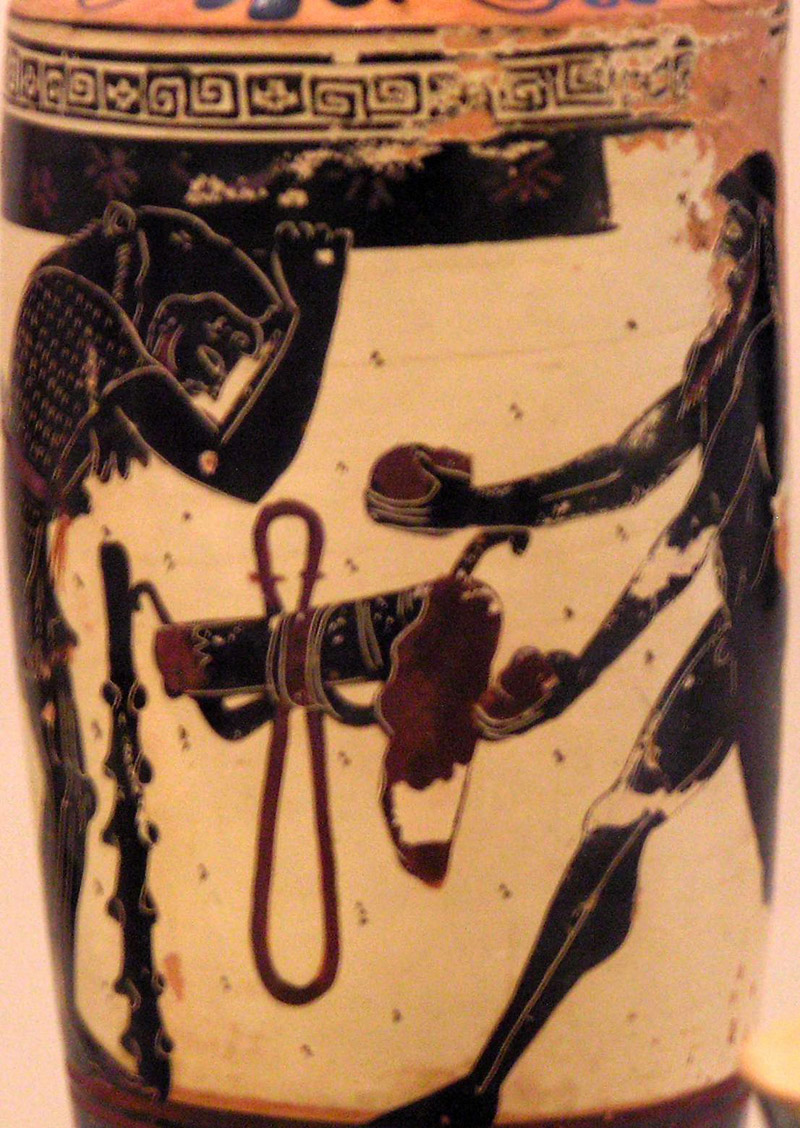
Atlas brengt de gouden appels van de Hesperiden naar Herakles (zwartfigurige lekythos, ca. 490–480 v.Chr., Nationaal Archeologisch Museum van Athene.).

De gouden appels van de Hesperiden waren appels die de Griekse mythologische held Herakles als opdracht moest stelen. Deze appels groeiden in de tuin van de Hesperiden, gelegen in het Verre Zuiden, voorbij Libië. Zij waren als huwelijksgeschenk door Gaia aan Hera gegeven toen zij trouwde met Zeus. Degenen die van de appels aten werden onsterfelijk.
Het elfde van de twaalf werken die Herakles voor Eurystheus moest verrichten, was het stelen van deze appels, die door de Hesperiden bewaakt werden, waarbij ze geholpen werden door de slang of draak Ladon. Om erachter te komen waar de tuin van de Hesperiden was, had hij eerst de zeegod Nereus gedwongen hem te vertellen waar deze te vinden was. Over de manier waarop Herakles de appels vervolgens kreeg bestaan verschillende versies. Volgens Euripides pakte Herakles de appels zelf, na Ladon gedood te hebben. Een andere versie wordt verteld in de Bibliotheca en afgebeeld op de metope van de tempel van Zeus in Olympia. Herakles nam daar tijdelijk het hemelgewelf van Atlas op zijn schouders. Atlas zou dan voor Herakles de appels zijn gaan halen, waarna Herakles een list gebruikte om Atlas, die het hemelgewelf niet terug op zijn schouders wou nemen, te misleiden. Zo nam Atlas uiteindelijk toch nog het hemelgewelf terug op zijn schouders, en kon Herakles de appels naar koning Eurystheus brengen.
De appels staan ook wel bekend als twistappels, vanwege de rol die ze spelen in het verhaal over Paris en Aphrodite, waarin Paris moet kiezen wie de mooiste Godin is. De gouden appel is daarbij de prijs.

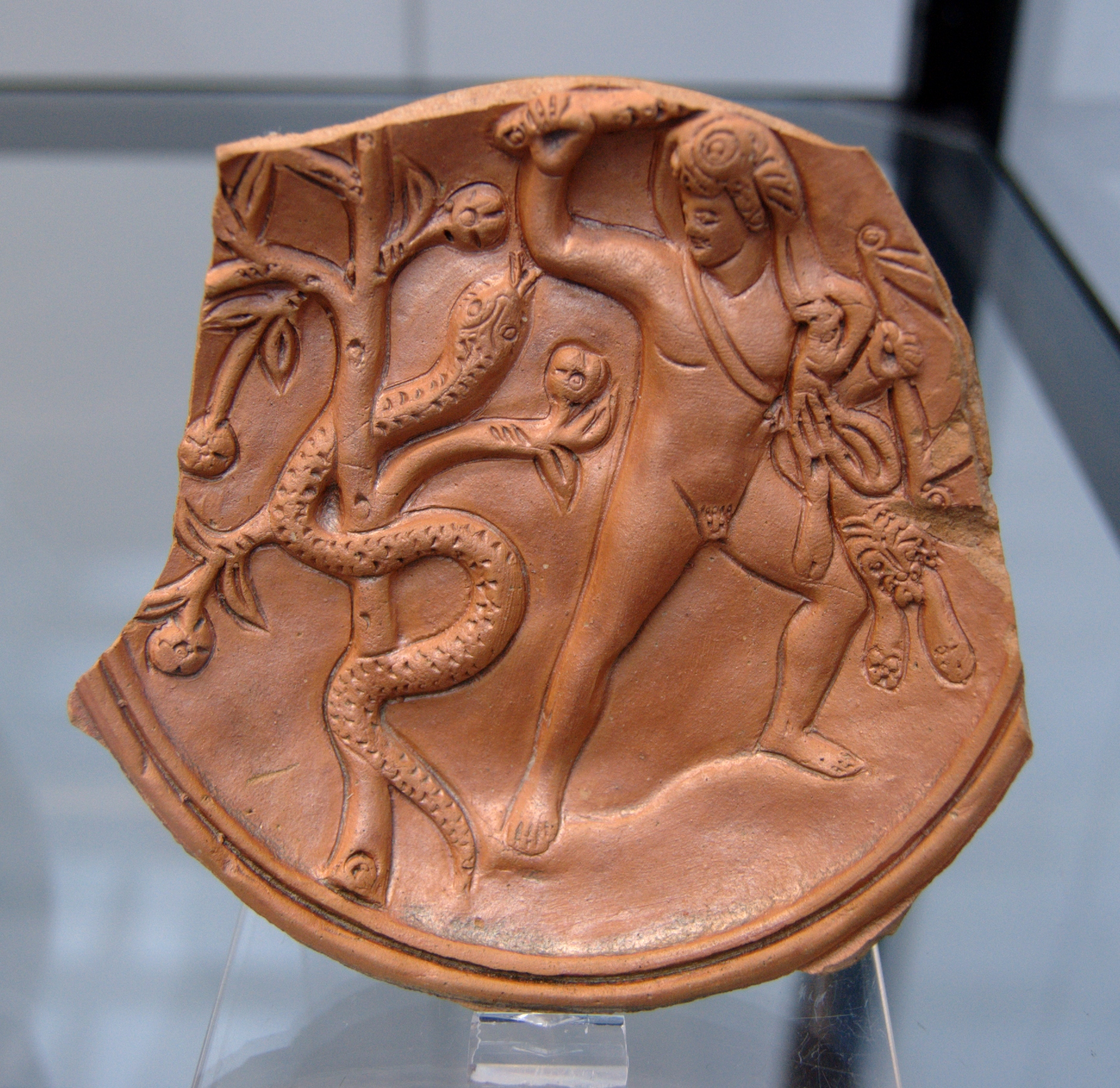
Ladon (om de appelboom gewonden) en Herakles
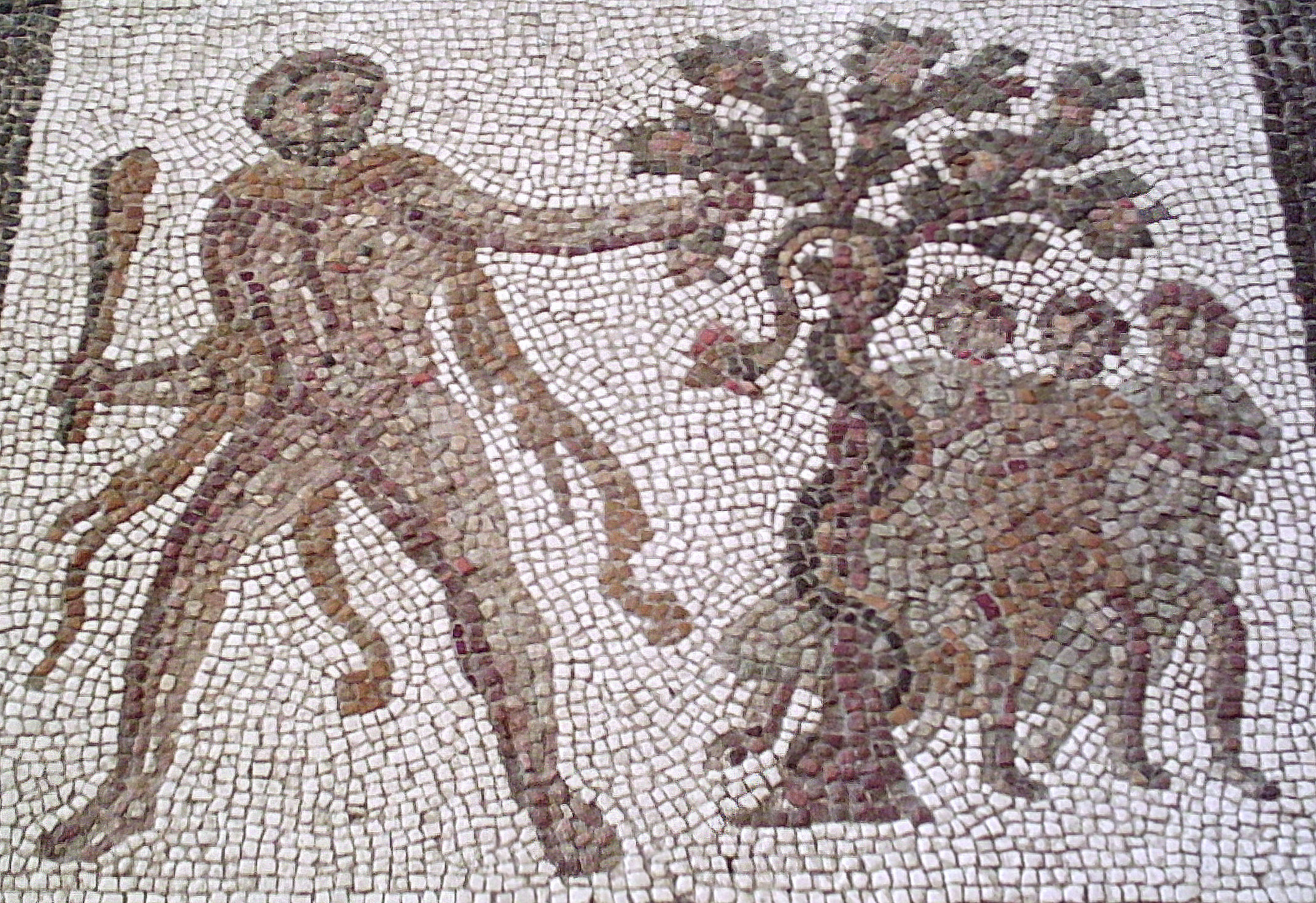
Herakles steelt de appels
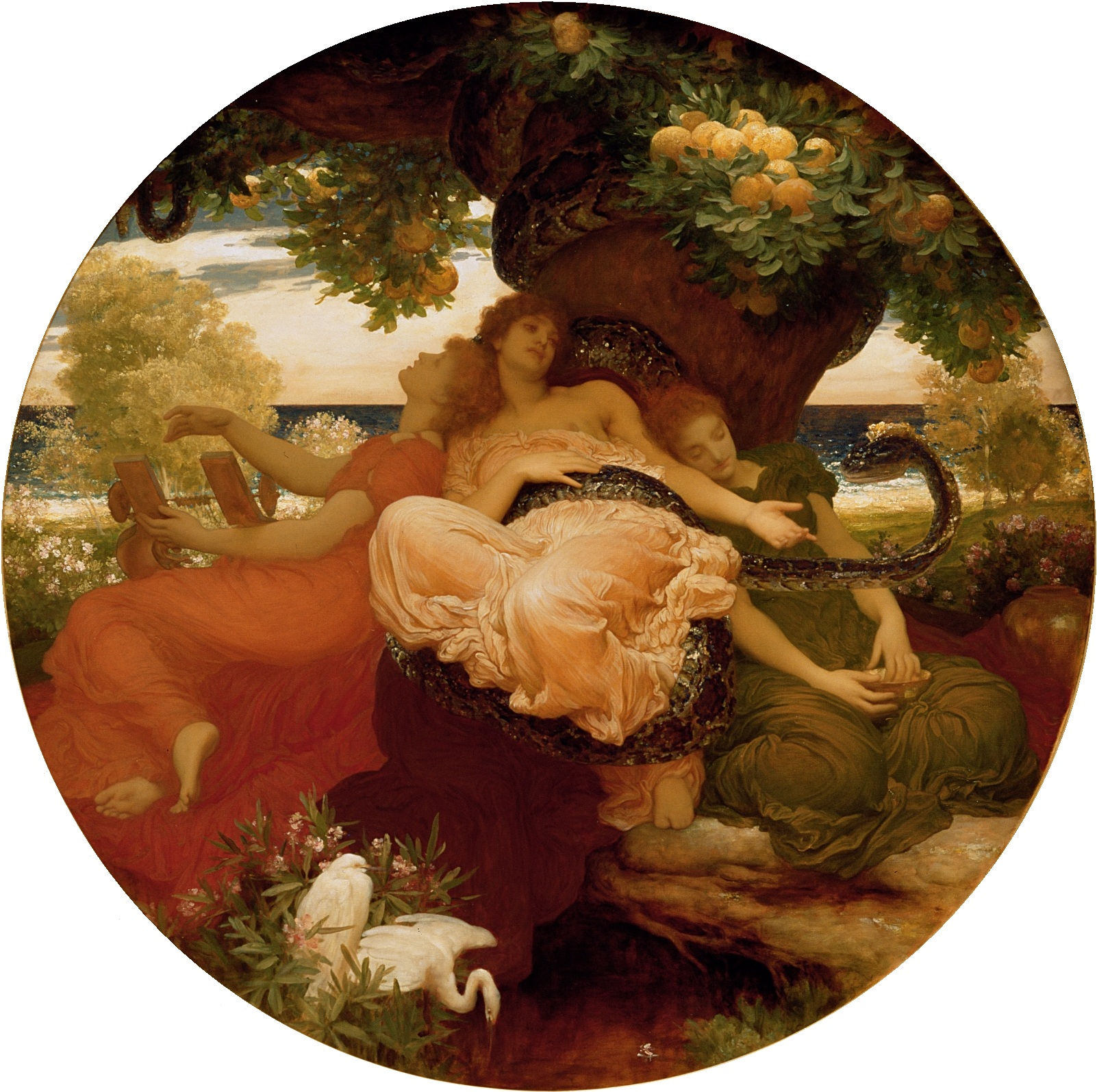
De Hesperiden en Ladon bij de boom
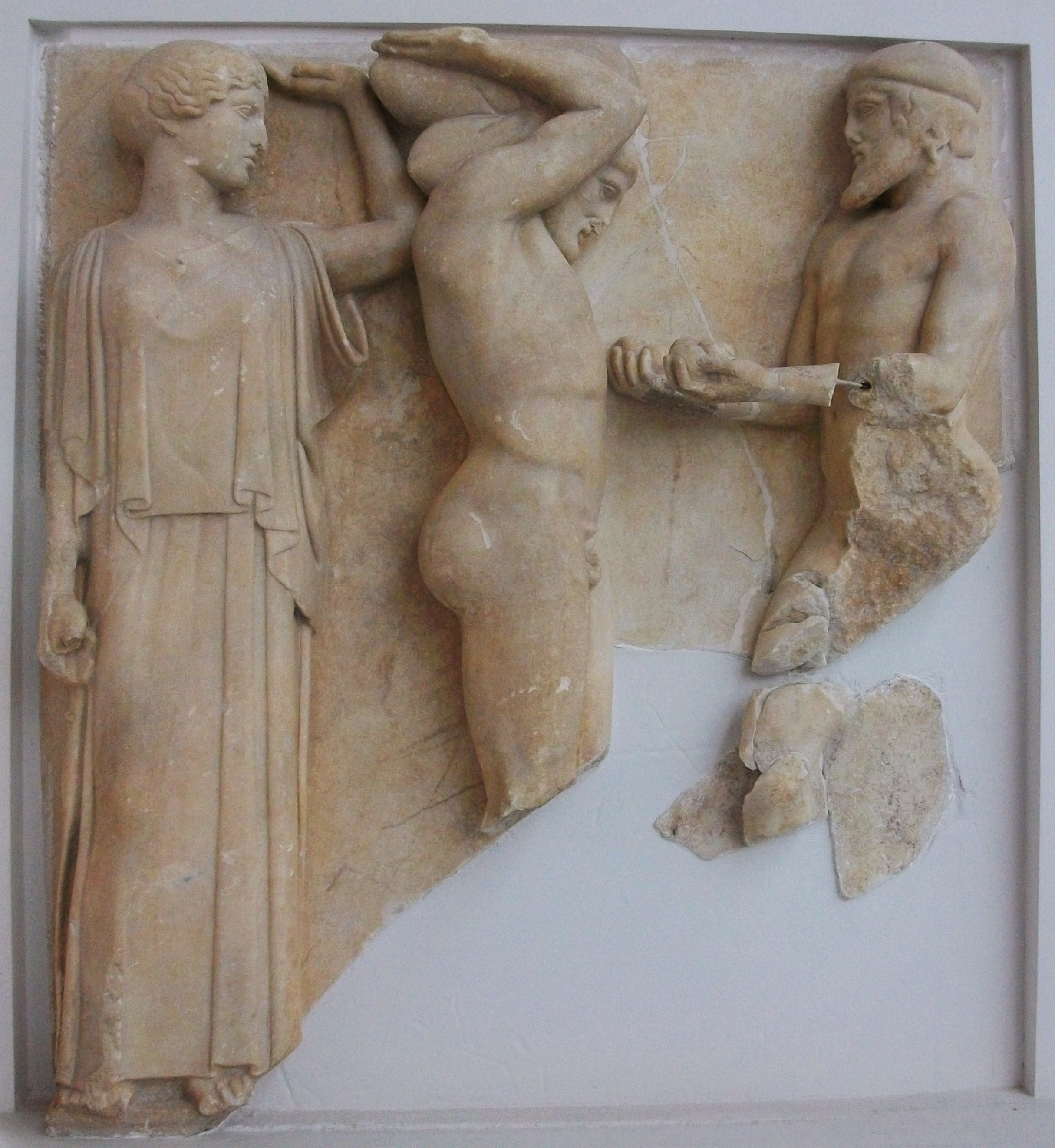
Pallas Athena, Herakles en Atlas. Metope van de tempel van Zeus in Olympia

## Verder lezen
- E.S. McCartney, How the Apple Became the Token of Love, in Transactions and Proceedings of the American Philological Association 56 (1925), pp. 70-81.

Nemeïsche leeuw · 
Hydra van Lerna · 
Hinde van Keryneia · 
Erymanthisch zwijn · 
Stallen van Augias · 
Stymphalische vogels · 
Stier van Kreta · 
Vleesetende paarden van Diomedes · 
Gordel van Hippolyte · 
Kudde van Geryones · 
Gouden appels van de Hesperiden · 
Kerberos